# Vokány megállóhely
Vokány megállóhely egy Baranya vármegyei vasúti megállóhely Vokány községben, a helyi önkormányzat üzemeltetésében. A település belterületének déli széle közelében helyezkedik el, közvetlenül az 5711-es út vasúti keresztezése mellett, annak keleti oldalán.

## Vasútvonalak
A megállóhelyet az alábbi vasútvonalak érintik:
- Pécs–Mohács-vasútvonal

## Kapcsolódó állomások
A megállóhelyhez az alábbi állomások vannak a legközelebb:
- Kistótfalu megállóhely (Pécs–Mohács-vasútvonal)
- Palkonya megállóhely (Pécs–Mohács-vasútvonal)

## Forgalom
| Járat        | Útvonal | Gyakoriság |
| ------------ | --- | ---------- |
| személyvonat | Pécs – Pécs-Külváros – Pécsbánya-Rendező – Pécsudvard – Szőkéd – Áta – Kistótfalu – Vokány – Palkonya – Villánykövesd – Villány – Márok – Bóly – Nagynyárád – Középmező – Mohács | Napi 2 pár |
| személyvonat | Pécs – Pécs-Külváros – Pécsbánya-Rendező – Pécsudvard – Szőkéd – Áta – Kistótfalu – Vokány – Palkonya – Villánykövesd – Villány – Magyarbóly (– Beli Manastir (Pélmonostor))     | 2 óránként |